# Аврамовка (Днепропетровская область)
Авра́мовка (укр. Аврамівка) — село в Павловском сельском совете Васильковского района Днепропетровской области Украины.
Код КОАТУУ — 1220787702. Население по переписи 2001 года составляло 298 человек.

## Географическое положение
Село Аврамовка находится на левом берегу реки Соломчина,
выше по течению на расстоянии в 1 км расположено село Новопетровское,
ниже по течению на расстоянии в 2 км расположен посёлок Крутоярка.
Река в этом месте пересыхает.
Рядом проходит железная дорога, станция Платформа 276 км.

## Происхождение названия
На территории Украины 3 населённых пункта с названием Аврамовка.